# Peter Banda
Peter Banda (Blantyre, 22 settembre 2000) è un calciatore malawiano, attaccante del Simba e della Nazionale malawiana.

## Carriera

### Club
Cresicuto nei Big Bullets, il 9 febbraio 2021 viene acquistato a titolo temporaneo dalla squadra moldava dello Sheriff Tiraspol, con cui vince il campionato moldavo, nel quale mette a segno 5 reti in 15 presenze, alle quali aggiunge anche 3 presenze nei turni preliminari di Champions League.
Il 4 agosto 2021, terminato il prestito con lo Sheriff, firma con i tanzaniani del Simba, con i quali esordisce anche in CAF Champions League.

### Nazionale
Ha esordito in nazionale nel 2019; ha partecipato alla Coppa delle nazioni africane 2021.

## Statistiche

### Cronologia presenze e reti in nazionale
Aggiornato all'8 giugno 2023

| Cronologia completa delle presenze e delle reti in nazionale ― Malawi | Cronologia completa delle presenze e delle reti in nazionale ― Malawi | Cronologia completa delle presenze e delle reti in nazionale ― Malawi | Cronologia completa delle presenze e delle reti in nazionale ― Malawi | Cronologia completa delle presenze e delle reti in nazionale ― Malawi | Cronologia completa delle presenze e delle reti in nazionale ― Malawi | Cronologia completa delle presenze e delle reti in nazionale ― Malawi | Cronologia completa delle presenze e delle reti in nazionale ― Malawi |
| Data                                                                  | Città                                                                 | In casa                                                               | Risultato                                                             | Ospiti                                                                | Competizione                                                          | Reti                                                                  | Note                                                                  |
| --------------------------------------------------------------------- | --------------------------------------------------------------------- | --------------------------------------------------------------------- | --------------------------------------------------------------------- | --------------------------------------------------------------------- | --------------------------------------------------------------------- | --------------------------------------------------------------------- | --------------------------------------------------------------------- |
| 16-11-2020                                                            | Blantyre                                                              | Malawi                                                                | 0 – 0                                                                 | Burkina Faso                                                          | Qual. Coppa d'Africa 2021                                             | -                                                                     | 56’                                                                   |
| 24-3-2021                                                             | Omdurman                                                              | Sudan del Sud                                                         | 0 – 1                                                                 | Malawi                                                                | Qual. Coppa d'Africa 2021                                             | -                                                                     | 90’                                                                   |
| 29-3-2021                                                             | Blantyre                                                              | Malawi                                                                | 1 – 0                                                                 | Uganda                                                                | Qual. Coppa d'Africa 2021                                             | -                                                                     | 75’                                                                   |
| 3-9-2021                                                              | Yaoundé                                                               | Camerun                                                               | 2 – 0                                                                 | Malawi                                                                | Qual. Mondiali 2022                                                   | -                                                                     |                                                                       |
| 7-9-2021                                                              | Soweto                                                                | Malawi                                                                | 1 – 0                                                                 | Mozambico                                                             | Qual. Mondiali 2022                                                   | -                                                                     | 86’                                                                   |
| 8-10-2021                                                             | Soweto                                                                | Malawi                                                                | 0 – 3                                                                 | Costa d'Avorio                                                        | Qual. Mondiali 2022                                                   | -                                                                     | 39’ 90’                                                               |
| 11-10-2021                                                            | Cotonou                                                               | Costa d'Avorio                                                        | 2 – 1                                                                 | Malawi                                                                | Qual. Mondiali 2022                                                   | -                                                                     | Cap.                                                                  |
| 13-11-2021                                                            | Soweto                                                                | Malawi                                                                | 0 – 4                                                                 | Camerun                                                               | Qual. Mondiali 2022                                                   | -                                                                     | 62’ 80’                                                               |
| 16-11-2021                                                            | Cotonou                                                               | Mozambico                                                             | 1 – 0                                                                 | Malawi                                                                | Qual. Mondiali 2022                                                   | -                                                                     | 82’                                                                   |
| 10-1-2022                                                             | Bafoussam                                                             | Guinea                                                                | 1 – 0                                                                 | Malawi                                                                | Coppa d'Africa 2021 - 1º Turno                                        | -                                                                     | 80’                                                                   |
| 14-1-2022                                                             | Bafoussam                                                             | Malawi                                                                | 2 – 1                                                                 | Zimbabwe                                                              | Coppa d'Africa 2021 - 1º Turno                                        | -                                                                     | 66’                                                                   |
| 24-3-2023                                                             | Il Cairo                                                              | Egitto                                                                | 2 – 0                                                                 | Malawi                                                                | Qual. Coppa d'Africa 2023                                             | -                                                                     | 45’ 60’                                                               |
| 28-3-2023                                                             | Blantyre                                                              | Malawi                                                                | 0 – 4                                                                 | Egitto                                                                | Qual. Coppa d'Africa 2023                                             | -                                                                     | 6’                                                                    |
| 9-9-2023                                                              | Lilongwe                                                              | Malawi                                                                | 2 – 2                                                                 | Guinea                                                                | Qual. Coppa d'Africa 2023                                             | -                                                                     | 87’                                                                   |
| Totale                                                                |                                                                       | Presenze                                                              | 14                                                                    |                                                                       | Reti                                                                  | 0                                                                     |                                                                       |

## Palmarès

### Club

#### Competizioni nazionali
- Campionato malawiano

Bullets: 2019
- Campionato moldavo: 1

Sheriff Tiraspol: 2020-2021